# Ischnoptera brasiliana
Ischnoptera brasiliana es una especie de cucaracha del género Ischnoptera, familia Ectobiidae. Fue descrita científicamente por Rocha e Silva en 1984.
Habita en Brasil.